# Polygala serpens
Polygala serpens är en jungfrulinsväxtart som beskrevs av Joseph Blake. Polygala serpens ingår i släktet jungfrulinssläktet, och familjen jungfrulinsväxter. Inga underarter finns listade i Catalogue of Life.